# ゲーブ・クライン
ゲーブ・クライン（英語: Gabe Klein、1971年2月14日）はアメリカの起業家、投資家、元官僚。モビリティ・イノベーションの第一人者として、多数の国際会議でスピーカーとして活躍する。政府や州のアドバイザーを務め、現在はCityfyの代表取締役。2011年3月16日から2013年12月まで米国シカゴおよびワシントンDCの運輸局元長官を歴任。市長のラーム・エマニュエルの依頼により長官の職についた。ボストンを拠点として世界9カ国以上で100万人以上の利用者を誇るカーシェアリングサービスのZipcarでは副社長を務めた。著書はStart-Up City: Inspiring Private and Public Entrepreneurship, Getting Projects Done, and Having Fun（Island Press出版社）。

## 経歴
コネティカット州、ハートフォード出身。10歳から11歳の間、バージニア州、バッキンガム郡にて スワミ・サッチダーナンダ の元で勉強した。 バージニア工科大学 を1994年に卒業。マーケティング・マネジメントの学位を持つ。クラインはBikes USA、1990年当時米国最大の自転車小売会社の総長として活動を始めた。 ワシントンDCで活動するテクノロジーコンサルティングスタートアップ、ProfessionaLinkでも管理職を務め、フォーチュン100企業のマーケティングやビジネス拡張を手助けした。 
2002年末、クラインは Zipcarで副社長に就任し、ワシントンD.C.でカーシェアリング事業を急成長させた(2002–2006)。2002年末、ロビン・チェースは立ち上げ当初の会社にクラインを雇用。当時はワシントンD.C.に僅か30台、全国的には150台弱しか車がなかった会社だったが、クラインがワシントン州政府を説得し、Zipcarの運営免許を会社のために獲得。会社の知名度は一気に引き上がった。船団管理にも取り組み、その運営、売買モデルは国内外で名を広めた。
クラインは2016年にZipcarを辞め、二つのビジネスプランを描いた。一つ目はスマートフォンアプリを使った、ポイントツーポイントカーシェアリング。Roger Penskeのユナイテッド・オートグループのSmart (automobile)普及にも乗じ、一年ほどリチャード・ブランソンのVirgin Groupと合作し、「Virgin-Go」と名付けたプロジェクトをユナイテッド・オートグループで取り組んだ。だがVirgin USAの都合の変化により、 クラインのプロジェクトは見送られた。2007年末、ダイムラーがスマートカーとスマホアプリを使ったパイロットサービス「Car2Go」を立ち上げ、全く同じサービス展開でVirginを取って代わった。
クラインは同時に2人のビジネスパートナーとコロンビア区政府のプロジェクトに取り組んでいた。それはクラインがハワード・シュルツの本から啓発を受けたモバイルフードトラックだ。スターバックスの決起やニューヨーク街を走るフードトラック、Mud Truckを語った本は「全身全霊を注ぐ」精神を推奨した。クラインが立ち上げた会社、「On The Fly」は、電動自動車を販売する企業で、傘下のフードトラックは"SmartKarts"と名付けた。「On the Fly」は2008年当時米国初のマルチユニット、マルチチャンネル、且つ 実店舗を持つフードトラック会社だった。「On The Fly」特注のトラック、電動SmartKarts車は道路や歩道で当地の新鮮な食材をワシントンD.C.エリアに届けることを可能にした。皮肉なことに、このプロジェクトは政府内部の官僚制度により止まってしまった。 コロンビア特別区輸送局の街道の管理により小売りは禁止され、クラインの事業を歯止めしていたが、市長Adrian Fentyの申し出により、クラインは市の輸送局で働くことを決意。ゲーブ・クラインは公共事業を従事する前に12年間個人事業を運営した。
Klein氏は、米国デトロイトのFontinalis Partners （フォードモーターの会長・前CEOのBill Fordにより設立された「モビリティxテクノロジー」に投資するベンチャーキャピタル）のベンチャーパートナーも兼務しています。

## 公共事業

### ワシントンD.C.
コロンビア特別区輸送局 (DDOT)の長官を担任。クラインは様々な関係者や活動家グループから意見を吸収し、顧客中心のサービスを提供するよう政府の運営方針を変えた。数ヶ月後、クラインは前年ニューヨーク市が発表した持続的街路案に基づいた行動指針を発表。従来の長期計画に反し、クラインは政府で2年の行動指標を優先し、方針の実行を速め、スタートアップ市場のペースに合わせた。フェンティー市長の元で、下記ののプロジェクトを実行した：
- スマートバイクDC 及び Capital Bikeshare
- DC Streetcar ビジョンプラン
- DC Circulator バスシステム
- 11th Street Bridges
- 自転車専用レーンの設置[6]
- ペンシルバニア・バイクレーンの設置
- Great Streets Program
- 駐車改革プログラム（モバイル決済も）[7]
- Online Public Space Permitting System (TOPS)
- カーシェアリングとライドシェアサービスGoDCGo[8]
- District Transportation Access Portal (Public Capital Program Dashboard) [9]
- DC 行動方針
- DC 行動方針2010更新

シカゴ
クラインはシカゴの運輸局の長官をも歴任。
市長、ラーム・エマニュエルの元で下記のプロジェクトを立ち上げた：
- BRT Chicago – Bus rapid transit
- 歩行者用インフラ構築
- Divvy – シカゴのバイクシェアシステム
- シカゴ交通トラッカー
- Bloomingdale Trail
- CREATE Program
- 通学路安全レーン
- Wacker Drive Reconstruction
- Union Station Master Plan
- Wells Bridge Reconstruction
- 全方向横断歩道
- Open311
- Addison Underbridge Connection of the North Riverfront Trail
- Chicago Riverwalkの活性化
- Navy Pier Flyover

### ゲーブ・クライン氏は下記の文書に貢献しました：
- Chicago Forward Action Agenda,
- シカゴ歩行者プラン
- 自転車に優しい街2020
- シカゴ街道デザイン指針
- 持続的都市計画管理指針

### 現在の活躍
クラインはStreetsblog、Carma、 NACTO、 Sensity Systems、Zendrive、およびCityfiで重役を担任。

### 著書
「Start-Up City: Inspiring Private and Public Entrepreneurship, Getting Projects Done, and Having Fun」を出版。